# Pietro Farnese (signore di Montalto)

Stemma Farnese

Pietro Farnese (1350 circa – 1415) è stato un condottiero italiano, fu Signore di Montalto, Latera, Farnese, Valentano, Ischia e Cellere, Capitano del popolo di Bologna nel 1400 e Capitano Generale dell’Esercito della Repubblica di Siena nel 1408.

## Biografia
Era figlio di Ranuccio (1315-1380) e di Pantasilea Salimbeni di Siena.
Come per la maggior parte dei personaggi di questo periodo storico, di lui non si hanno molte notizie finché non inizia a prendere parte attiva nelle contese fra potentati e signorotti locali. Il 1381 lo vide in azione, per conto dei senesi, nel territorio di Pitigliano, dove ebbe delle scaramucce con il conte di Sovana, Bertoldo Orsini. Sempre in quell'anno, questa volta al soldo di Orvieto, combatté i Montemarte, ma con scarso successo, visto che dovette essere soccorso dai fiorentini, che cercarono anche di mettere pace tra il Farnese e gli Orsini. Nel 1386, come tradizione per la famiglia, si mise al servizio della Chiesa e, l'anno successivo, prima conquistò con l'inganno il castello di Piansano ai Monteleone (Monteleone d'Orvieto) suoi parenti, poi iniziò ad attaccare Siena.
Nel 1388 il comune di Siena gli accordò una provvigione mensile di 100 fiorini in cambio della promessa di non molestare il senese per 6 mesi. Nel mese di luglio si mise al soldo di papa Urbano VI per combattere contro la compagnia di bretoni al servizio dell'Antipapa Clemente VII. In giugno, recatosi dal papa per incassare le paghe pregresse, fu fatto incarcerare e fu liberato solo dopo insistenza dei perugini e dei fiorentini. Nel 1389 riaffiorarono i contrasti con gli Orsini ed iniziò a lottare contro Bertoldo Orsini. I fiorentini li fecero riappacificare e gli fecero stipulare una tregua di 5 anni. Nel frattempo partecipò anche alla difesa di Orvieto, assediata dalle truppe pontificie, ma fu costretto a darsi alla fuga. La data del suo matrimonio probabilmente risale a questo periodo o è di poco antecedente, poiché la data di nascita di Ranuccio corrisponde al 1390. Sua moglie fu Pentesilea Dolci dei conti di Corbara (Montemarte). Sempre in questo anno, insieme ai fratelli, vendette il castello di Cotignano ai Salimbeni.
Nel luglio 1395 dovette subire la rivolta degli abitanti di Ischia di Castro, che, probabilmente sobillati dagli Orsini, uccisero i suoi fratelli Angelo, Francesco e Puccio e catturarono l'altro fratello Bartolomeo ed il figlio Ranuccio. Solo l'intervento di Pietro, Nicolò e Pier Bertoldo, allora a Montalto, con alcuni signori della Cervara, ne consentirono la liberazione. Nel 1400 venne nominato capitano del popolo a Bologna e nell'ottobre dello stesso anno venne inviato a Firenze per studiare un piano contro i Visconti, ma non se ne fece poi nulla. Nel 1408 divenne capitano generale di Siena e volle come luogotenente il figlio Ranuccio. Nell'occasione respinse un nuovo attacco di Bertoldo Orsini, che era a capo di una compagnia di bretoni. Pietro rimase al servizio di Siena fino al 1415, anno della sua morte.

## Discendenza
Pietro e Pentesilea Dolci di Orvieto ebbero 6 figli:
- Giovanni, morto in tenera età;
- Pepo, morto in tenera età;
- Ranuccio, detto "il Vecchio", fondatore della fortuna dei Farnese;
- Sciarra, morto in tenera età;
- Emilia, morta in tenera età;
- Bartolomeo, capostipite del ramo di Latera.